# هیانگآ امبوک
هیانگآ امبوک (انگلیسی: Hiang'a Mbock؛ زادهٔ ۲۸ دسامبر ۱۹۹۹) بازیکن فوتبال اهل فرانسه است.
از باشگاه‌هایی که در آن بازی کرده‌است می‌توان به باشگاه فوتبال استاد برستوا ۲۹ اشاره کرد.